# クロタマゴテングタケ
クロタマゴテングタケ（黒卵天狗茸、学名: Amanita fuliginea）はハラタケ目テングタケ科テングタケ属の小型から中型のキノコ（菌類）。傘は暗褐色、柄は繊維状の灰色で、ツバと袋状のツボを持つ。致命的な毒キノコの一つとして知られ、中国で大勢の死亡例がある。

## 名前
和名クロタマゴテングタケは子実体が黒色であること、および色以外の形態、毒性ともにタマゴテングタケとよく似ていることからの命名。種小名fuligineaは「黒褐色の」という意味で子実体の色に由来する。和名学名共に命名者は菌類学者の本郷次雄（1923-2007）。中国名は灰花紋鹅膏（灰色の花模様のテングタケ）でかすり模様が出る傘の形態に由来。

## 形態
子実体はハラタケ型（agaricoid）で全体的に黒色である。小型で傘の直径は3 - 5センチメートル (cm) 程度。テングタケ属に特徴的な schizohymenial development（和名未定）という発生様式を採り、卵状の構造物内に子実体が形成され、成長と共にこれを破って出てくる。この発生様式の名残で根元には明瞭なツボを持つ。
傘表面は繊維状で暗褐色、一般に中心部ほど濃色で辺縁部ほど淡色、しばしばかすり模様が現れる個体もある。傘の縁には条線を持たない。成長すると水平かやや反り返る程度まで開く。傘の裏のヒダは白色で密で柄に対しては離生、幼菌でも成菌でも色の変化はない。
柄は白地に灰色の繊維状小鱗片が付き、特にツバから下の部分にだんだら模様が現れる。柄の上部には灰色で膜質のツバがある。根元には膜質でしっかりとした白色のツボを持つ。ツバも白色の膜質で柄のやや上にあることが多い。胞子紋は白色。胞子はヨウ素水溶液で青く変色する（アミロイド性）。
ツバとツボを持ち、かつ傘に条線がない、ひだが白いなどの特徴はテングタケ科猛毒種に共通でタマゴテングタケ（Amanita phalloides）、ドクツルタケ（Amanita virosa）なども同じ特徴を持つ。

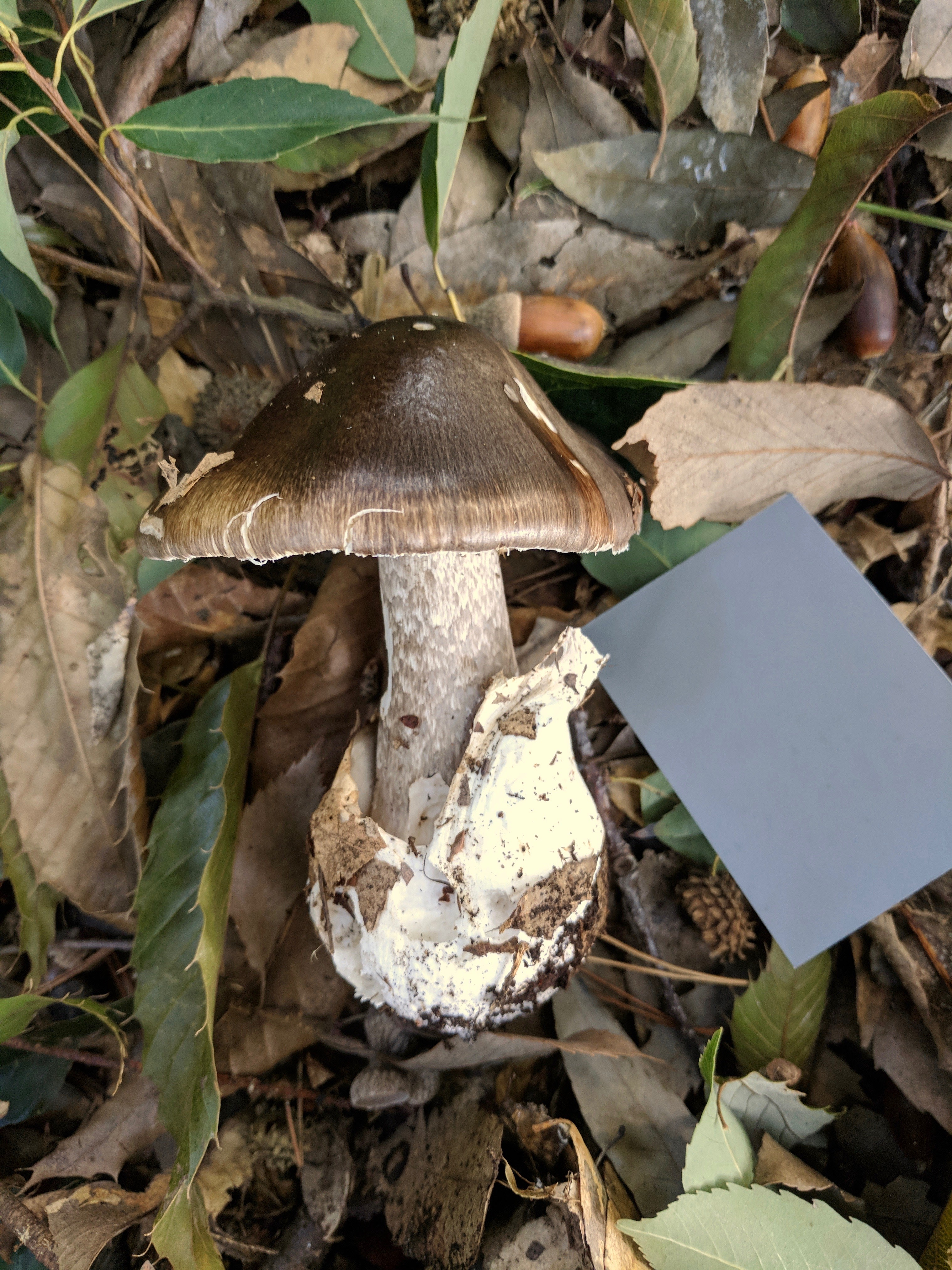
傘にかすり模様、条線なし、柄は白地に灰色、根元にツボ
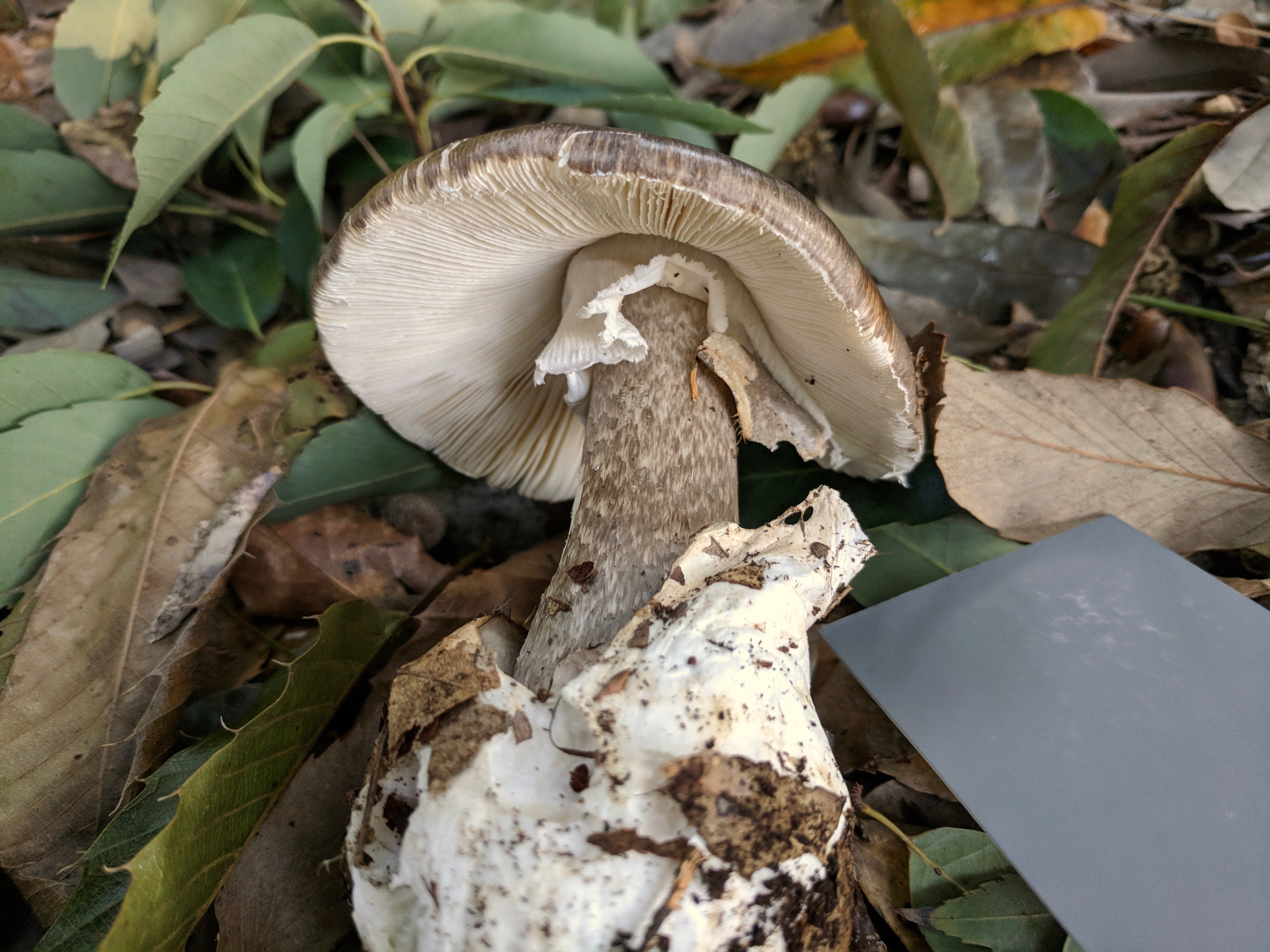
ひだは白色、ツバあり

## 生態
夏から秋にかけて、シイ・カシなどの広葉樹林の林床に発生する。
原記載論文Hongo (1953) では模式標本の採取地は滋賀県大津市の三井寺境内の Shiia 属樹林の林床で、時期は7月下旬とされている。Shiia 属は現在シイ属のシノニムとなっている。他のテングタケ科同様に樹木の根と外生菌根を形成し栄養や抗生物質のやり取りなどを行う共生関係にあると考えられている。

## 人間との関係
致命的な猛毒種として知られる。特に中国南部を中心に多くの死亡例があるという。毒成分に、アマトキシン類、ファロトキシン類が含まれていることが知られる。

### 症状
中毒症状は摂食後6 - 24時間で腹痛や嘔吐、下痢（コレラ的ともいわれる水のような下痢）があリ、1日くらいでいったん症状が治まる偽回復期を挟み、その後4 - 7日くらいして肝臓や腎臓を破壊されて多臓器不全で死亡する症例が多いという。

### 診断と治療
問診および食べ残しや採取場所での類似種を採取しての分析による食べたキノコの推定、血液分析によるアマトキシン類の検出など。また、解剖の結果イヌでは回腸（小腸の後半）に出血。人では結腸（大腸の一部）に粘液便があることなどもアマトキシン中毒の特徴だという。
肝臓及び腎臓を破壊するのが致命的になるので腸肝循環の遮断による毒素の再吸収抑制（活性炭投与やカテーテル挿入による胆汁除去）、ペニシリンの大量投与などが行われる。

## 類似種
中国には形態の類似した以下のテングタケ属の3種が知られる。Amanita fuligineoides（和名未定、中国名：拟灰花纹鹅膏）は子実体が本種よりも大型で、傘径10cm程度になる。Amanita. griseorosea（和名未定、中国名：灰盖粉褶鹅膏）、Amanita subfuliginea（和名未定、中国名：近灰花纹鹅膏）。これらはいずれも猛毒であり当局により注意が呼びかけられている。
日本に分布する種では毒キノコのコテングタケ（Amanita porphyria）が外見上似ているが、クロタマゴテングタケのほうが「傘色が濃い」「ツボが袋状になっている」といった点で区別できる。毒キノコのクロコタマゴテングタケ（Amanita citrina var. grisea）とも似るが、クロタマゴテングタケのほうが「傘色が濃い」「ツボが袋状になっている」「ツバの色が灰色」といった点で区別できる。また、コテングタケモドキ（Amanita pseudoporphyria）が傘の色合いとかすり模様、条線が無いこと、ツバとツボを持つこと、常緑のブナ科林という発生環境などでよく似ているが、コテングタケモドキの方がより大型になる。また柄の色はほぼ純白で傘の縁には白色の外皮膜の残骸が付くことが多い（脱落の可能性に留意）。ドウシンタケ（Amanita esculenta）は傘の縁に条線が出る。テングタケ（Amanita pantherina）、ガンタケ（Amanita rubescens）などは黒色系で色合いが似るが、子実体の大きさ、傘はかすり模様は無く条線が出ること、典型的個体では傘にいぼを乗せていること（脱落の可能性に留意）、ツバとツボの形状も異なる。テングタケ科以外ではオオフクロタケ（Volvopluteus gloiocephalus、ウラベニガサ科）などが傘の色合いやかすり模様、白色のツボなどで若干似る。
Amanita manginiana（和名未定、中国名：隐花青鹅膏菌）は中国南部などに分布する黒色系のテングタケで傘に条線が出ないこと、ひだが白色であること、ツバとツボを持つことなどテングタケ属の猛毒種に共通する特徴を持ち、テングタケ属内での分類も猛毒種が多いタマゴテングタケ節（Sect. Phalloideae）に入ると見られているが、現地では広く食用とされているという。また、Amanita yuanianaという種も中国産で黒色系で傘にかすり模様が出るテングタケである。条線が出ることやツボの形状からこちらはタマゴタケやドウシンタケに近い種類とされ、この種も食用とされているという。中国での誤食事故はこれらの種と本種及び上記のような類似の有毒種を食べて発生していることが多いと考えられている。

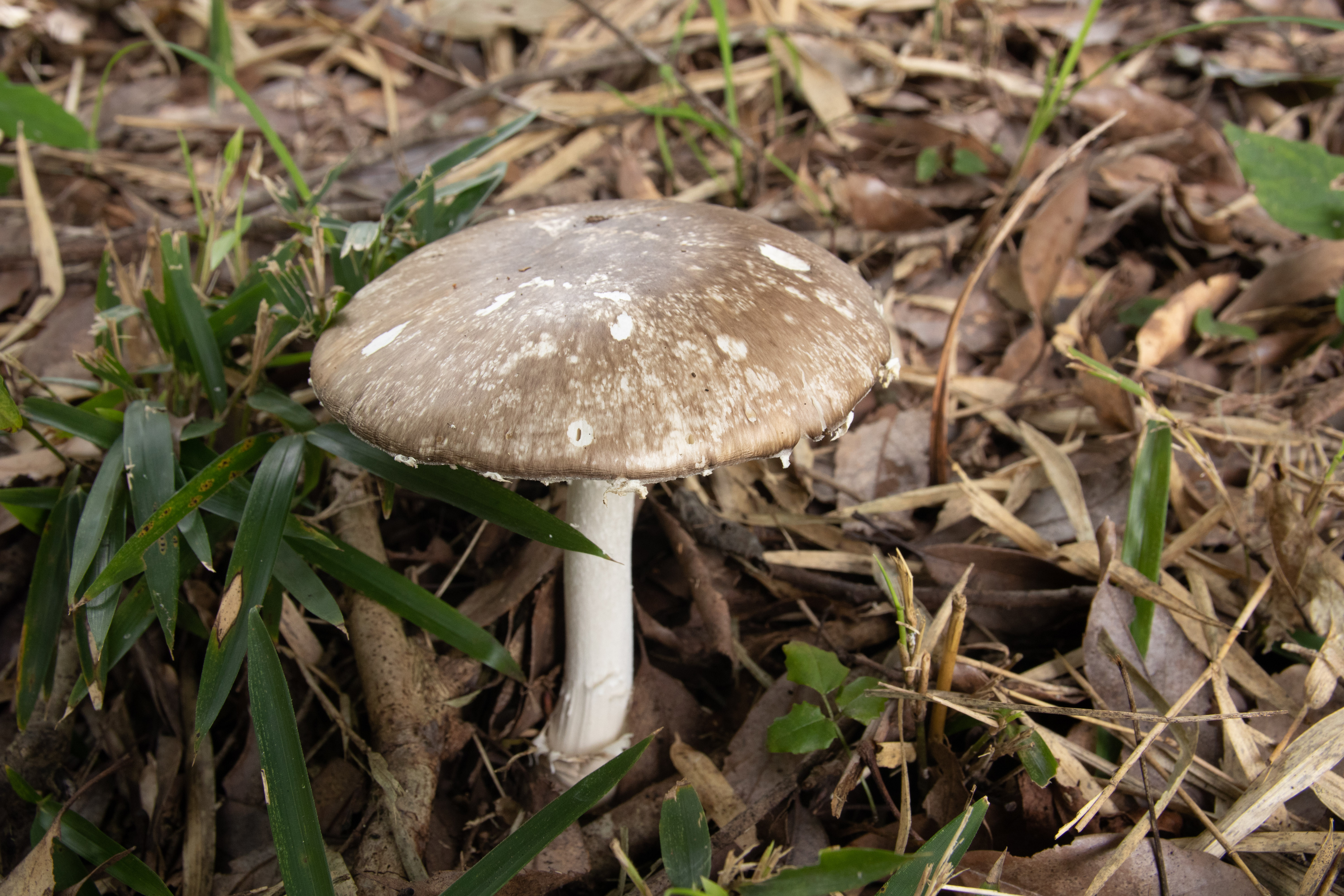
参考：コテングタケモドキ
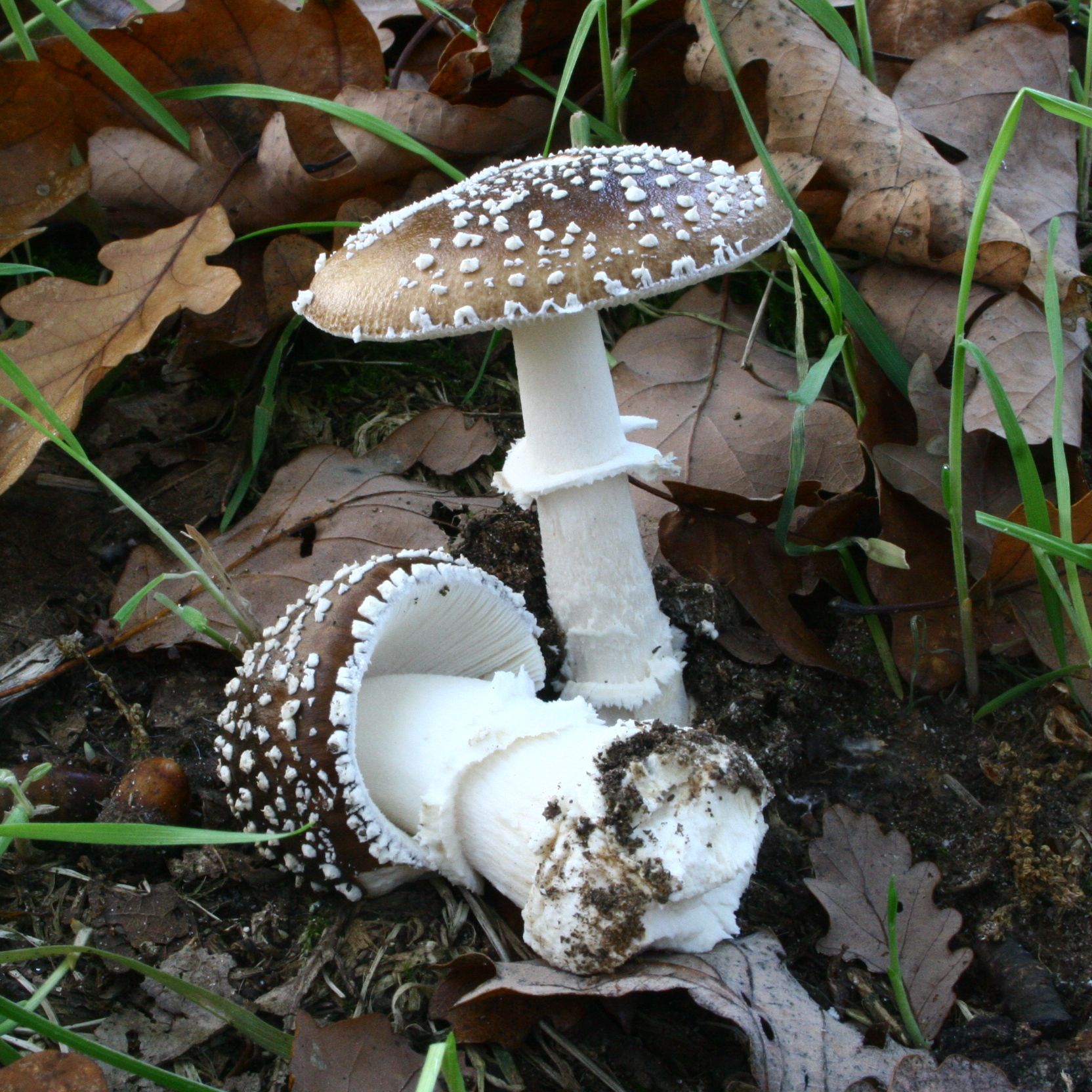
参考：テングタケ
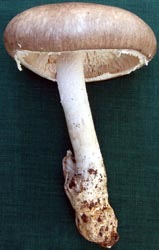
参考：Amanita manginiana